# Super Mario Galaxy
Super Mario Galaxy (スーパーマリオギャラクシー Sūpā Mario Gyarakushī?) är ett tredimensionellt plattformsspel utvecklat av Nintendo för spelkonsolen Wii (Senare Nintendo Switch). Spelet släpptes 12 november 2007 i USA och 16 november 2007 i Europa. Den nyare Nintendo Switch HD-versionen av spelet släpptes internationellt ut 18 september 2020 i spelet Super Mario 3D All-Stars som även innehåller HD varianter av Super Mario 64 och Super Mario Sunshine.
Spelet utspelas i rymden, i diverse olika galaxer och på flera olika planeter. Liksom i tidigare spel kan Mario anta olika skepnader, till exempel Fire Mario och Ice Mario, samt nya former så som Bee Mario och Boo Mario.

## Handling
Mario blir inbjuden av Prinsessan Peach till en fest i Mushroom Kingdom, där de firar en komet som färdas förbi Mushroom Kingdom vart hundrade år. Bowser dyker upp och kidnappar Peach genom att flyga iväg med hela hennes slott; Mario hoppar upp mot slottet för att stoppa honom, men blir skjuten av en Magikoopa. Han ramlar av det flygande slottet, landar på en liten planet och tappar medvetandet. Han blir senare väckt av kaniner, som visar sig vara en form av levande stjärnor under förklädnad, så kallade Lumas. Dessa berättar för honom att han befinner sig på en planet ute i rymden. De berättar också om en person som de kallar "mamma" (Mama), och som behöver Marios hjälp. Lumornas "mamma", en mystisk kvinna vid namn Rosalina (Rosetta i det japanska originalet) behöver hjälp med att samla ihop stjärnor som Bowser har stulit från henne. Stjärnorna används till att driva den enorma farkosten Rosalina och alla lumor reser i. Genom att hjälpa henne kan Mario färdas längre ut i rymden, och på så sätt rädda Peach och föra henne tillbaka till Mushroom Kingdom.

## Hjälpmedel/Power-ups
- Bee Mushroom gör att Mario ser ut som ett Bi. Han kan flyga korta stunder, han kan även gå på blad som Mario i vanliga fall tar sönder. Han återställs till vanliga Mario när han vidrör vatten, blir skadad eller tar en kraftstjärna.
- Boo Mushroom gör att Mario ser ut som ett spöke. Han kan sväva runt så långt banan räcker, han kan alltså flyga oändligt långt och högt, andra spöken som ser honom börjar jaga honom, han kan även ta sig igenom vissa väggar/galler. Han återställs till vanliga Mario när han vidrör vatten, blir skadad, kommer i kontakt med ljus, rör en Lanch Star eller Kraftstjärna.
- Rainbow Star gör att Mario blir regnbågsfärgad. Vad han än vidrör så dör det. Han springer även snabbare och hoppar längre. Han återställs till vanliga Mario när en viss tid gått.
- Fire Flower gör att Mario får vita kläder istället för röda. Han kan kasta eldbollar när man snurrar. Han återställs till vanliga Mario när en viss tid gått
- Spring Mushroom gör att Mario får en fjäder runt kroppen. Han kan hoppa mycket högt, dock kan han inte gå. Han återställs till vanliga Mario när han blir skadad, vidrör vatten, rör en Lanch Star eller Kraftstjärna.
- Ice Flower gör att Mario blir till is, när han skakar på marken glider han som att han åker skridskor, om han vidrör vatten fryser det till is. Han återställs till vanliga Mario när en viss tid gått.
- Flying Star gör att Mario byter ut sina röda kläder mot svarta, han kan även flyga om man hoppar och skakar. Om han skakar i närheten av lila mynt kommer de automatiskt till honom. Han återställs till vanliga Mario när en viss tid gått. OBS: Är endast tillgänglig i Gateway Galaxy, den andra kraftstjärnan. När den är tagen finns den på Observatoriet.

## Mottagande
| Mottagande                 | Mottagande        |
| Samlingsbetyg              | Samlingsbetyg     |
| Tjänst                     | Betyg             |
| -------------------------- | ----------------- |
| Gamerankings               | 97.46%            |
| Metacritic                 | 97 av 100         |
| Moby Games                 | 96 av 100         |
| Recensionsbetyg            |                   |
| Publikation                | Betyg             |
| 1UP.com                    | A                 |
| Allgame                    | [ 5 ]             |
| Computer and Video Games   | 9.5 av 10         |
| Edge                       | 10 av 10          |
| Electronic Gaming Monthly  | 9.5, 10, 10 av 10 |
| Eurogamer                  | 10 av 10          |
| Famitsu                    | 38 av 40          |
| Gamepro                    | [ 11 ]            |
| Game Revolution            | A                 |
| Gamespot                   | 9.5 av 10         |
| Gamespy                    | [ 14 ]            |
| Gamesradar                 | 10 av 10          |
| Gametrailers               | 9.8 av 10         |
| Gamezone                   | 9.8 av 10         |
| IGN                        | 9.7 av 10         |
| Nintendo Power             | 9.5 av 10         |
| Official Nintendo Magazine | 97%               |
| X-Play                     | [ 21 ]            |

Spelet har vunnit en mängd priser och utmärkelser. Nedan följer en lista på några av dessa:
- Årets spel (2007) - Svenska spelbranschen
- Årets spel (Guldpixeln 2007) - Super PLAY
- Årets spel (2007) - GameReactor
- Årets spel (2007) - GameSpot
- Årets spel (2007) Level
- Årets spel (2007) - IGN
- Årets spel till Wii (2007) - IGN
- Årets plattformsspel (2007) - IGN
- Årets plattformsspel till Wii (2007) - IGN
- Bästa grafiska teknologi till Wii (2007) - IGN
- Bästa originalmusik till Wii (2007) - IGN
- Årets spelmusik (2007) - GameReactor
- Bästa användning av ljudeffekter till Wii (2007) - IGN